# Leiterseil

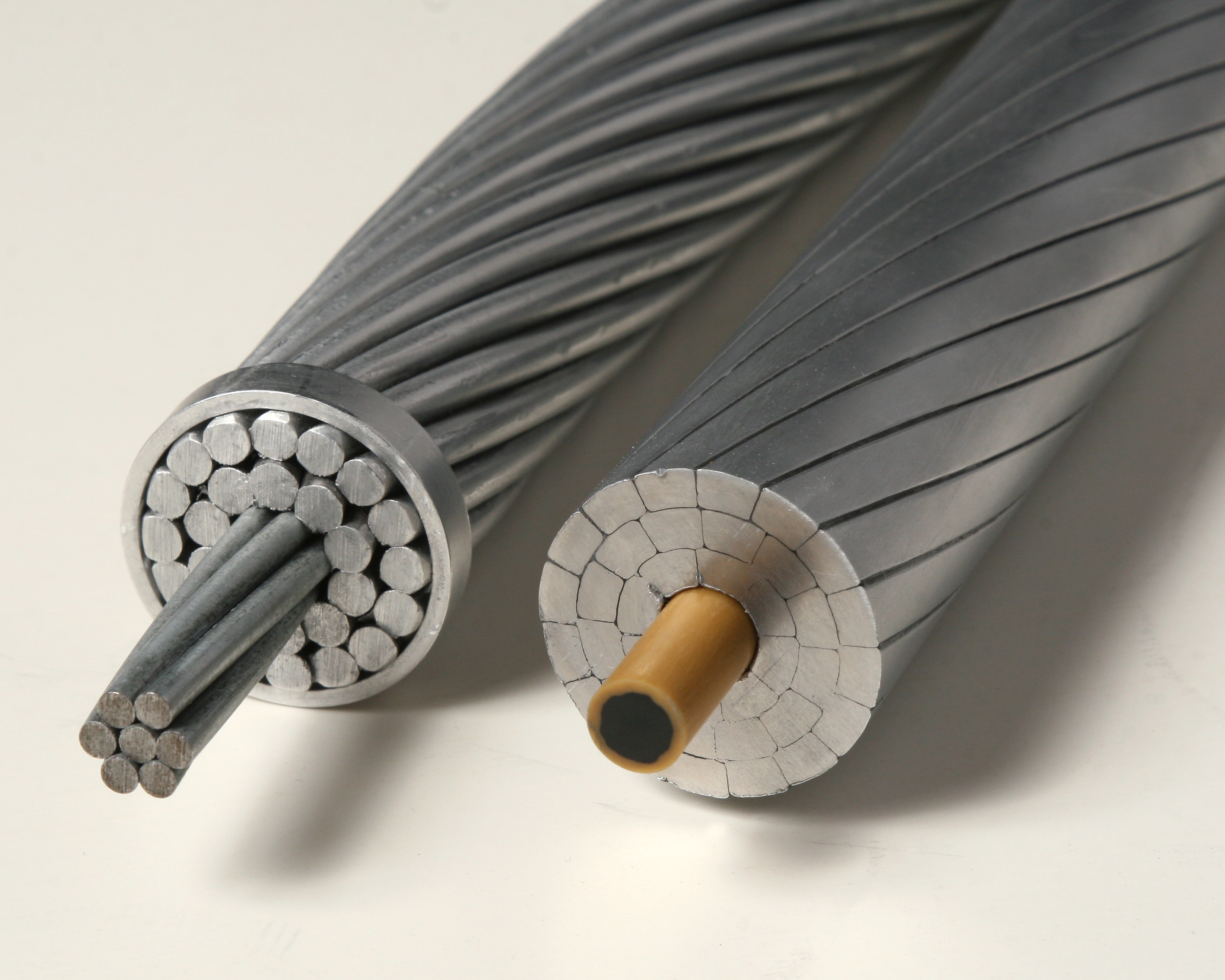
Leiterseile aus Aluminium; Links mit zentrischem Stahlseil (ACSR), rechts mit Faser-Kunststoff-Verbund (HTLS Typ 4)

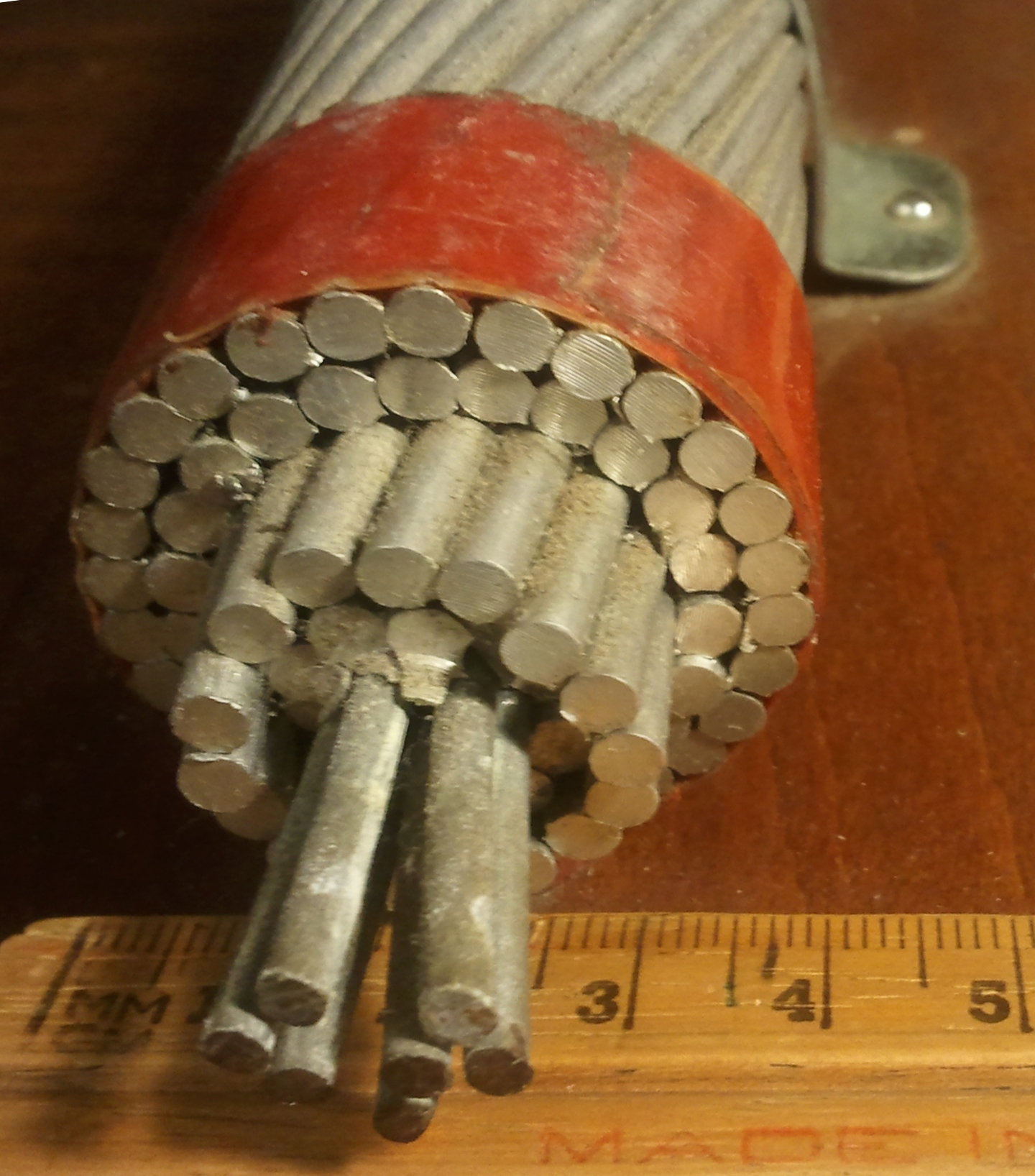
Nahaufnahme eines Leiterseils einer Hochspannungsfreileitung; zentrisch die Stahlseele, außen die Adern aus Aluminium

Ein Leiterseil ist ein zum Stromtransport dienendes Seil einer Freileitung als Teil einer elektrischen Leitung.
Leiterseile besitzen keine isolierende Umhüllung, sie sind „blank“, so dass Kurzschlüsse und ungewollte Stromwege grundsätzlich nur durch Sicherheitsabstände unterbunden werden. Die Leiterseile sind daher ausreichend hoch über dem Erdboden in einer hindernisfreien Trasse aufgehängt und mit langen Isolatoren an den Freileitungsmasten befestigt. Blanke Seile bieten außerdem den Vorteil, dass sie ihre Wärme ungehindert an die umgebende Luft abgeben können.
Für Spannungen im Bereich zwischen 100 kV und 250 kV werden gelegentlich Bündelleiter verwendet, für Spannungen über 250 kV fast immer.

## Werkstoffe
Den wirtschaftlichsten Kompromiss zwischen Materialkosten, Gewicht und elektrischer Leitfähigkeit bietet Aluminium, das zwar nicht ganz so gut leitet wie Kupfer, aber wesentlich günstiger und vor allem leichter ist. Außerdem korrodiert Aluminium nicht, da es eine Schutzschicht aus Aluminiumoxid bildet. Reinaluminiumseile andererseits erfordern relativ kurze Spannweiten, um ihr Eigengewicht und dazu noch Windlast oder Eislast zuverlässig zu tragen.
Eine höhere Zugfestigkeit bieten Stahlseile, allerdings ist die elektrische Leitfähigkeit von Stahl deutlich geringer als die von Aluminium.
Deshalb werden – insbesondere für große Spannweiten – kombinierte Aluminium-Stahl-Seile eingesetzt (ACSR: Aluminium-conductor steel-reinforced cable). Ihre innere Stahlseele dient der mechanischen (Zug-)Festigkeit, die äußeren Aluminiumadern stellen eine gute elektrische Leitfähigkeit sicher.
Seile aus Aldrey, einer Aluminiumlegierung mit 0,5 % Magnesium und 0,5 % Silicium, bieten hohe Zugfestigkeit auch ohne Stahlkern.

## Hochtemperaturleiter
Da gewöhnliche Aluminiumkomponenten bei höheren Temperaturen weich werden, darf die Betriebstemperatur solcher Leiterseile Werte um 80 °C nicht  übersteigen.
Außer konventionellen Aluminiumleiterseilen werden daher zunehmend auch Hochtemperaturleiter verwendet. Hier unterscheidet man:
- konventionelle Hochtemperaturleiter (TAL-Leiter); bei ihnen wird durch die Zugabe von Zirkon die thermische Belastbarkeit auf 150 °C erhöht. Gleichzeitig steigt die Strombelastbarkeit um 50 % bis 60 %, und die Kosten betragen etwa das 1,8-fache der Kosten von konventionellen Aluminiumleitern.
- Hochtemperaturleiter mit geringem Durchhang: ACCC-Leiter (Aluminum Conductor Composite Core) bzw. HVCRC-Leiter (High Voltage Composite Reinforced Conductor) bzw. ACCR-Leiter (Aluminum Conductor Composite Reinforced) haben jeweils einen Kern aus einem mit Kohlenstofffasern verstärkten Verbundwerkstoff mit Glasfasermantel, als Leiter werden hochtemperaturbeständige Aluminiumlegierungen verwendet. Mit solchen Leitertypen erreicht man eine verdoppelte Strombelastbarkeit bei einer Kostenerhöhung um das 3- bis 8-fache, jeweils im Vergleich zu konventionellen Aluminiumleitern.

Beim Betrieb der Freileitung mit sehr hohen Temperaturen steigen jedoch auch die unerwünschten Übertragungsverluste der Leitung entsprechend an.